# Archidiócesis de Pamplona y Tudela
La archidiócesis de Pamplona y Tudela (en latín: Archidioecesis Pampilonensis et Tudelensis y en euskera: Iruñeko eta Tuterako artxidiozesia) es una circunscripción eclesiástica de la Iglesia católica en España. Se trata de la archidiócesis latina de Pamplona, sede metropolitana de la provincia eclesiástica de Pamplona y Tudela, unida aeque principaliter a la diócesis de Tudela. Desde el 31 de julio de 2007 el arzobispo de Pamplona y obispo de Tudela es Florencio Roselló Avellanas, de la Orden de la Merced.

## Territorio y organización

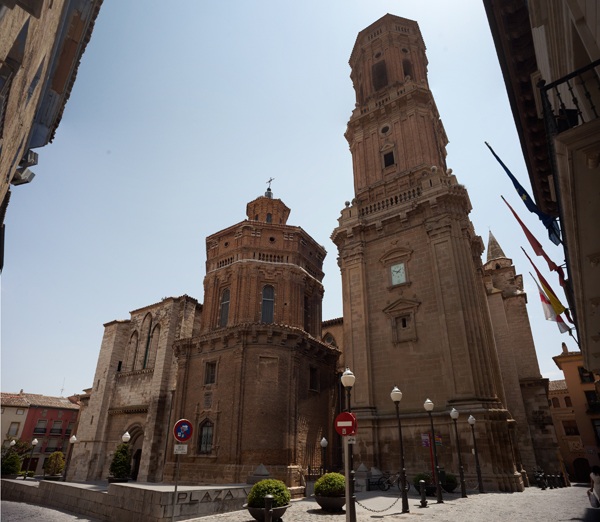
Catedral de Santa María, en Tudela

La archidiócesis tiene 10 421 km² y extiende su jurisdicción sobre los fieles católicos de rito latino residentes en la comunidad foral de Navarra, que comprende el territorio de 272 municipios. Geográficamente, se encuentra entre la cordillera pirenaica y la Ribera Navarra. Limita al norte con Francia, al oeste con País Vasco, al sur con La Rioja y al este con Aragón. La archidiócesis limita por el norte con la diócesis de Bayona (Francia), por el oeste con la de San Sebastián y Vitoria, por el sur con la de Calahorra y La Calzada-Logroño y al este con la de Jaca y Tarazona.

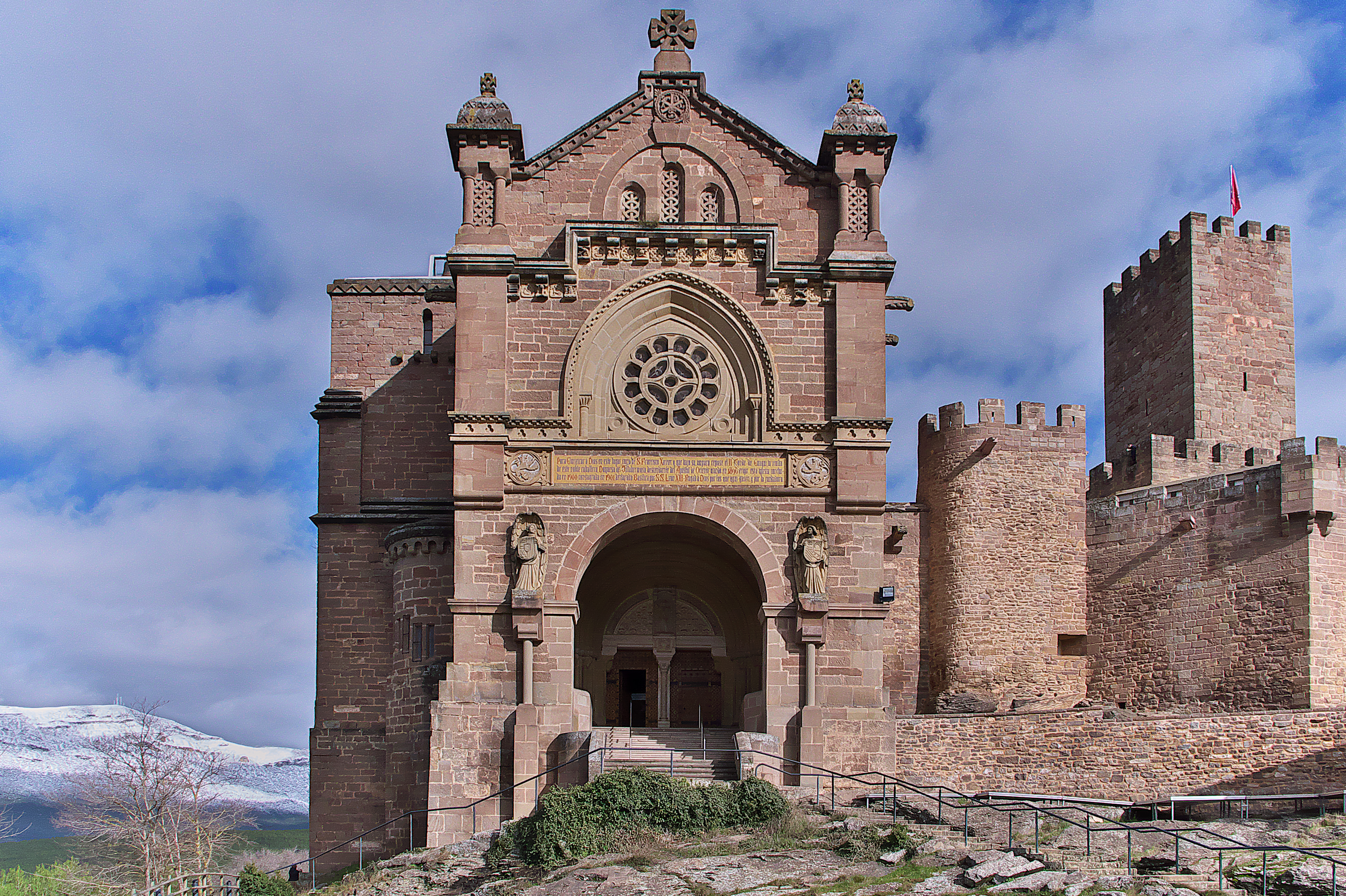
Basílica de San Francisco Javier, en Javier

La sede de la archidiócesis se encuentra en la ciudad de Pamplona, en donde se halla la Catedral de Santa María la Real. En Tudela se encuentra la Catedral de Santa María, y en Javier la basílica de San Francisco Javier.

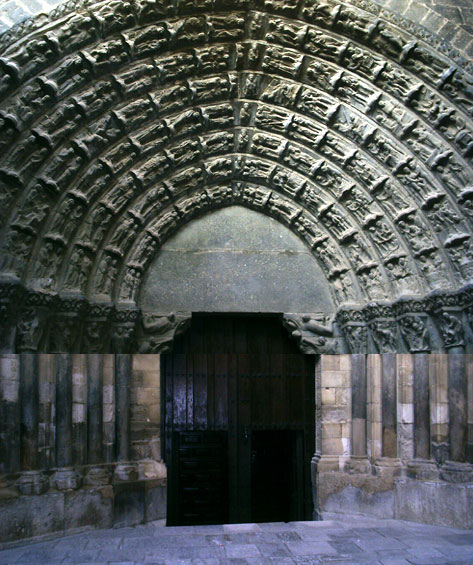
Puerta del Juicio en la Catedral de Tudela

En 2023 en la archidiócesis existían 733 parroquias.
La provincia eclesiástica de Pamplona y Tudela está formada por la archidiócesis de Pamplona y Tudela —que es la sede metropolitana— y las diócesis sufragáneas de Calahorra y La Calzada-Logroño, Jaca y San Sebastián. El arzobispo de Pamplona y Tudela es el metropolitano de la provincia.
| Provincia eclesiástica de Pamplona y Tudela | Provincia eclesiástica de Pamplona y Tudela | Provincia eclesiástica de Pamplona y Tudela |
| Catedral                                    | Advocación                                  | Diócesis                                    |
| ------------------------------------------- | ------------------------------------------- | ------------------------------------------- |
| Catedral de Pamplona                        | Santa María la Real de Pamplona             | Pamplona y Tudela                           |
| Catedral de Tudela                          | Virgen María                                | Pamplona y Tudela                           |
| Catedral de Calahorra                       | Virgen María                                | Calahorra y La Calzada-Logroño              |
| Catedral de La Calzada                      | Santo Domingo de la Calzada                 | Calahorra y La Calzada-Logroño              |
| Concatedral de Logroño                      | Santa María de la Redonda                   | Calahorra y La Calzada-Logroño              |
| Catedral de Jaca                            | San Pedro                                   | Jaca                                        |
| Catedral de San Sebastián                   | Buen Pastor                                 | San Sebastián                               |

La provincia tiene alrededor de 1383 parroquias, abarca unos 23 327 km² en donde habitan aproximadamente 1 718 114 de personas de las cuales el 95.85% son católicos.
| Datos comparativos entre las diócesis de la provincia  | Datos comparativos entre las diócesis de la provincia | Datos comparativos entre las diócesis de la provincia | Datos comparativos entre las diócesis de la provincia | Datos comparativos entre las diócesis de la provincia | Datos comparativos entre las diócesis de la provincia |
| ------------------------------------------------------ | ----------------------------------------------------- | ----------------------------------------------------- | ----------------------------------------------------- | ----------------------------------------------------- | ----------------------------------------------------- |
| Diócesis                                               | Erigida                                               | Área (km²)                                            | % C.                                                  | Población total                                       | P.                                                    |
| Pamplona y Tudela                                      | Siglo V                                               | 10 421                                                | 98.9                                                  | 644 566                                               | 734                                                   |
| Calahorra y La Calzada-Logroño                         | Siglo V                                               | 5033                                                  | 95.9                                                  | 315 141                                               | 253                                                   |
| Jaca                                                   | Siglo VIII                                            | 5896                                                  | 98.1                                                  | 50 200                                                | 181                                                   |
| San Sebastián                                          | 2 de diciembre de 1949                                | 1977                                                  | 90.5                                                  | 708 207                                               | 215                                                   |
| Total                                                  | Total                                                 | 23 327                                                | 95.85                                                 | 1 718 114                                             | 1383                                                  |
| P.=Número de parroquias; % C.=Porcentaje de católicos; |                                                       |                                                       |                                                       |                                                       |                                                       |

## Historia
La sede episcopal de Pamplona fue erigida hacia el siglo V, aunque la tradición remonta los orígenes del cristianismo en Pamplona a san Saturnino (también conocido como san Cernin o Serenín), obispo de Toulouse (Francia), quien, a mediados del siglo III predicó el Evangelio en la pequeña colonia romana fundada por Pompeyo. Entre los primeros convertidos se encontraba el senador Firmo y su hijo Fermín, que más tarde se convirtió en el primer obispo de la ciudad. Originalmente fue sufragánea de la archidiócesis de Tarragona. 
A finales del siglo VI se menciona a Liliolo como obispo de Pamplona en el III Concilio de Toledo (589). Parece que durante la invasión musulmana de 711 se trasladó la diócesis a Leyre. Se pierden las noticias de la diócesis hasta el 829, cuando se realizan los primeros intentos de establecer el Reino de Navarra.
Durante la Edad Media Navarra fue tierra de paso de peregrinos que se dirigían a Santiago de Compostela por el Camino de Santiago. El tránsito de peregrinos favoreció el florecimiento de algunos monasterios (Leyre, Irache, Fitero, Iranzu y La Oliva). 
En el siglo XIII el Reino de Navarra estaba dividido en seis diócesis, de las cuales la de Pamplona era la mayor, extendiéndose también fuera de las fronteras del reino.
En 1318 la diócesis pasó a ser sufragánea de la archidiócesis de Zaragoza, hasta 1574, cuando pasó a serlo de la archidiócesis de Burgos.
En 1566 la diócesis se amplió para incluir los territorios españoles de la diócesis de Bayona y Dax, beneficiado por el contexto de las Guerras de religión de Francia.
El 27 de marzo de 1783 el papa Pío VI erigió la diócesis de Tudela con la bula Ad universam agri separándola de la diócesis de Tarazona. Fue originalmente sufragánea de la archidiócesis de Burgos.
En 1785 la diócesis de Pamplona cedió el arciprestazgo de la Valdonsella a la diócesis de Jaca.
A raíz del concordato de 1851, el 5 de septiembre de 1851 con la bula Ad vicariam del papa Pío IX la sede de Tudela fue suprimida y unida a la diócesis de Pamplona, que al mismo tiempo volvió a ser sufragánea de la archidiócesis de Zaragoza.
El 8 de septiembre de 1861 cedió una parte de su territorio para la erección de la diócesis de Vitoria mediante la bula In celsissima del papa Pío IX.
Desde el 17 de julio de 1889 al 2 de septiembre de 1955 la diócesis de Tudela quedó bajo administración a los obispos de Tarazona. El 2 de septiembre de 1955, en virtud del decreto Initis inter de la Congregación Consistorial, Tudela volvió a ser administrada por los obispos de Pamplona.
Con el mismo decreto se revisaron los límites de la diócesis para hacerlos coincidir con los de la provincia civil, en aplicación del concordato entre la Santa Sede y el Gobierno español de 1953. La diócesis de Pamplona se amplió con 13 parroquias pertenecientes a la diócesis de Tarazona y 1 a la archidiócesis de Zaragoza, y con los arciprestazgos de Viana y Amescoas tomados de la diócesis de Calahorra y La Calzada.
El 11 de agosto de 1956 Pamplona fue elevada al rango de archidiócesis metropolitana con la bula Decessorum Nostrorum del papa Pío XII; la misma bula estableció el paso de Tudela desde la provincia eclesiástica de Zaragoza a la nueva provincia de Pamplona.
El 6 de febrero de 1961, en virtud de otro decreto titulado Initis inter, se realizaron ligeros cambios territoriales con la diócesis de Bayona en Francia, para hacer coincidir las fronteras de las dos sedes con la frontera estatal.
El 11 de agosto de 1984, mediante de la bula Supremam exercentes del papa Juan Pablo II, se restableció la diócesis de Tudela y se la unió aeque principaliter a la archidiócesis de Pamplona, de tal modo que los arzobispos de esta sede tienen el título de arzobispo de Pamplona y obispo de Tudela.
El arzobispo metropolitano Francisco Pérez González fue nombrado el 31 de julio de 2007 y tomó posesión de la archidiócesis el 30 de septiembre siguiente. Recibió el palio arzobispal de manos del papa Benedicto XVI el 29 de junio de 2008 en Roma, en la festividad de los apóstoles Pedro y Pablo junto a otros 37 arzobispos del mundo (otros dos no pudieron asistir).

## Estadísticas
Según el Anuario Pontificio 2024 la archidiócesis tenía a fines de 2023 un total de 657 900 fieles bautizados.
| Año                                                                             | Población            | Población | Población      | Sacerdotes | Sacerdotes    | Sacerdotes    | Bautizados por sacerdote | Diáconos permanentes | Religiosos | Religiosos | Parroquias |
| Año                                                                             | Bautizados católicos | Total     | % de católicos | Total      | Clero secular | Clero regular | Bautizados por sacerdote | Diáconos permanentes | Varones    | Mujeres    | Parroquias |
| ------------------------------------------------------------------------------- | -------------------- | --------- | -------------- | ---------- | ------------- | ------------- | ------------------------ | -------------------- | ---------- | ---------- | ---------- |
| 1950                                                                            | 297 797              | 297 797   | 100.0          | 1154       | 892           | 262           | 258                      |                      | 968        | 2079       | 563        |
| 1970                                                                            | 410 000              | 410 528   | 99.9           | 1362       | 898           | 464           | 301                      |                      | 1027       | 2805       | 628        |
| 1980                                                                            | 489 000              | 510 050   | 95.9           | 1208       | 782           | 426           | 404                      |                      | 474        | 3010       | 635        |
| 1990                                                                            | 512 972              | 523 977   | 97.9           | 1019       | 628           | 391           | 503                      |                      | 668        | 2264       | 686        |
| 1999                                                                            | 529 006              | 530 819   | 99.7           | 977        | 542           | 435           | 541                      |                      | 673        | 2542       | 731        |
| 2000                                                                            | 529 786              | 530 819   | 99.8           | 949        | 536           | 413           | 558                      |                      | 571        | 2351       | 738        |
| 2001                                                                            | 536 983              | 538 009   | 99.8           | 927        | 541           | 386           | 579                      |                      | 568        | 2241       | 738        |
| 2002                                                                            | 538 711              | 543 757   | 99.1           | 973        | 511           | 462           | 553                      |                      | 668        | 2268       | 738        |
| 2003                                                                            | 563 932              | 569 628   | 99.0           | 908        | 496           | 412           | 621                      |                      | 536        | 2128       | 738        |
| 2004                                                                            | 573 386              | 578 210   | 99.2           | 779        | 502           | 277           | 736                      |                      | 454        | 2053       | 739        |
| 2013                                                                            | 637 479              | 644 566   | 98.9           | 618        | 395           | 223           | 1031                     | 3                    | 307        | 1693       | 734        |
| 2016                                                                            | 634 800              | 639 700   | 99.2           | 651        | 381           | 270           | 975                      | 3                    | 379        | 1572       | 737        |
| 2019                                                                            | 647 152              | 653 846   | 99.0           | 631        | 341           | 290           | 1025                     | 3                    | 429        | 1529       | 736        |
| 2021                                                                            | 655 000              | 661 197   | 99.1           | 584        | 315           | 269           | 1121                     | 3                    | 405        | 1354       | 733        |
| 2023                                                                            | 657 900              | 664 117   | 99.1           | 535        | 287           | 248           | 1229                     | 3                    | 390        | 1171       | 733        |
| Fuente: Catholic-Hierarchy, que a su vez toma los datos del Anuario Pontificio. |                      |           |                |            |               |               |                          |                      |            |            |            |

La archidiócesis cuenta con 129 seminaristas divididos en tres seminarios:
- Seminario Mayor Diocesano, con 9 seminaristas en el curso 2017-2018.
- Colegio Eclesiástico Bidasoa, de la Prelatura del Opus Dei, en la localidad de Cizur Menor, que contaba con 100 estudiantes en el curso 2017-2018.
- Seminario Redemptoris Mater, perteneciente al Camino Neocatecumenal, con veinte seminaristas en el curso 2017-2018.[19]

## Episcopologio

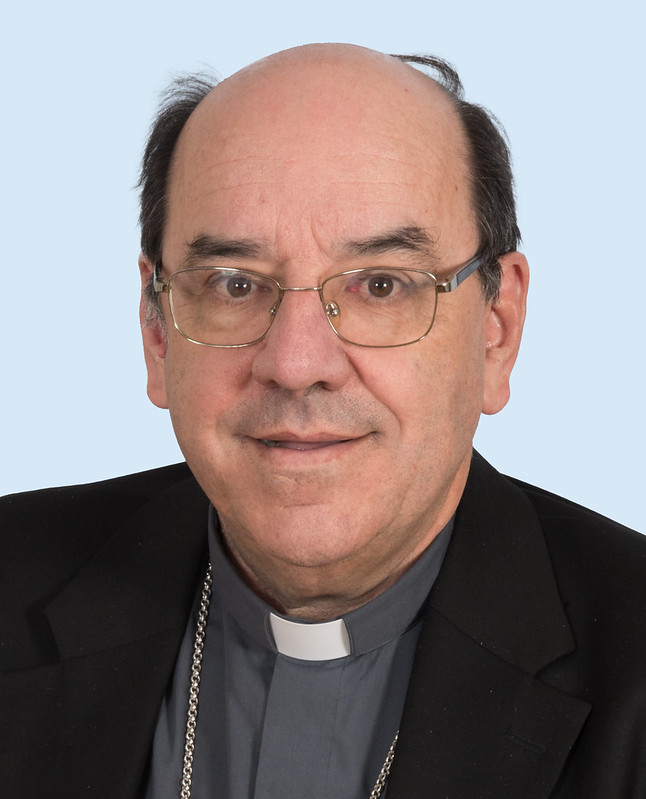
Florencio Roselló Avellanas, arzobispo de Pamplona y Tudela

Desde su elevación a archidiócesis ha estado gobernada por 7 prelados:
| Título    | Nombre                             | Período                                    | Destino                       |  |
| Arzobispo | Enrique Delgado Gómez              | 26 de octubre 1946-23 de julio de 1968     | Retirado                      |  |
| Arzobispo | José María Cirarda Lachiondo       | 31 de enero de 1978-26 de marzo de 1993    | Retirado                      |  |
| Arzobispo | Arturo Tabera Araoz, C.M.F.        | 23 de julio de 1968-4 de diciembre de 1971 | Renunció                      |  |
| Arzobispo | Fernando Sebastián Aguilar, C.M.F. | 26 de marzo de 1993-31 de julio de 2007    | Retirado                      |  |
| Arzobispo | José Méndez Asensio                | 3 de diciembre de 1971-31 de enero de 1978 | Nombrado arzobispo de Granada |  |
| Arzobispo | Francisco Pérez González           | 31 de julio de 2007-9 de noviembre de 2023 | Retirado                      |  |
| Arzobispo | Florencio Roselló O. de M.         | 27 de enero de 2024                        | En el cargo                   |  |

Enrique Delgado y Gómez fue el prelado que por más tiempo gobernó la sede episcopal de Pamplona y Tudela, pues estuvo desde 1946 hasta 1968. En cambio, Arturo Tabera Araoz fue quien menos tiempo estuvo al frente del episcopado, pues duró tan solo tres años.
Cuando Pamplona fue elevada a archidiócesis en 1956, el entonces obispo Enrique Delgado y Gómez pasó a ser el primer arzobispo.